# Coppa delle nazioni del Golfo Under-23
La Coppa delle nazioni del Golfo Under-23 è una competizione calcistica in cui si affrontano le nazionali Under-23 dei paesi della penisola arabica.
La prima edizione della coppa si è svolta nel 2008 ed è stata vinta dall'Arabia Saudita, che è anche la nazionale più titolata nella competizione, avendola vinta in quattro occasioni.

## Albo d'oro
| 2008 Dettagli | Arabia Saudita | Arabia Saudita U-23      | formato a girone  | Bahrein U-23             | Qatar U-23               | formato a girone  | Oman U-23                |
| 2010 Dettagli | Qatar          | Emirati Arabi Uniti U-23 | 1 – 0             | Kuwait U-23              | Oman U-23                | 1 – 1 (4 – 2) dtr | Qatar U-23               |
| 2011 Dettagli | Qatar          | Oman U-23                | 0 – 0 (4 – 2) dtr | Emirati Arabi Uniti U-23 | Kuwait U-23              | 2 – 1             | Qatar U-23               |
| 2012 Dettagli | Qatar          | Arabia Saudita U-23      | 2 – 0             | Bahrein U-23             | Emirati Arabi Uniti U-23 | 0 – 0 (4 – 3) dtr | Qatar U-23               |
| 2013 Dettagli | Bahrein        | Bahrein U-23             | 1 – 0             | Arabia Saudita U-23      | Kuwait U-23              | 0 – 0 (4 - 3) dtr | Oman U-23                |
| 2015 Dettagli | Bahrein        | Arabia Saudita U-23      | 5 – 2             | Kuwait U-23              | Oman U-23                | 2 – 1             | Emirati Arabi Uniti U-23 |
| 2016 Dettagli | Qatar          | Arabia Saudita U-23      | formato a girone  | Oman U-23                | Emirati Arabi Uniti U-23 | formato a girone  | Qatar U-23               |

## Vittorie per nazione
| Squadra                  | Vittorie                   | Secondi Posti  |
| ------------------------ | -------------------------- | -------------- |
| Arabia Saudita U-23      | 4 (2008, 2012, 2015, 2016) |                |
| Emirati Arabi Uniti U-23 | 1 (2010)                   | 1 (2011)       |
| Oman U-23                | 1 (2011)                   | 1 (2016)       |
| Bahrein U-23             | 1 (2013)                   | 1 (2008, 2012) |
| Kuwait U-23              |                            | 1 (2010, 2015) |